# Mecistocephalus solomonensis
Mecistocephalus solomonensis är en mångfotingart som först beskrevs av Chamberlin 1920.  Mecistocephalus solomonensis ingår i släktet Mecistocephalus och familjen storhuvudjordkrypare. Inga underarter finns listade i Catalogue of Life.